# Базерник
Базерник (мкд. Базерник) је насеље у Северној Македонији, у југозападном делу државе. Базерник припада општини Демир Хисар.

## Географија
Насеље Базерник је смештено у југозападном делу Северне Македоније. Од најближег већег града, Битоља, насеље је удаљено 50 km северозападно.
Базерник се налази у западном делу области Демир Хисар. Насеље је положено у горњем делу тока Црне реке, на североисточним висовима Плакенске планине. Надморска висина насеља је приближно 960 метара.
Клима у насељу је планинска због знатне надморске висине.

## Становништво
По попису становништва из 2002. године Базерник је имао 52 становника.
Претежно становништво у насељу су етнички Македонци (100%).
Већинска вероисповест у насељу је православље.